# Ambulacro (zoologia)

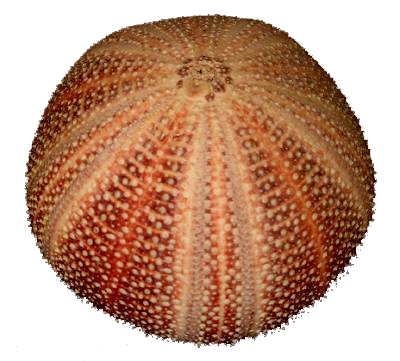
Conchiglia di riccio di mare. Ogni banda bianca è posta in corrispondenza di una fila di pedicelli tubolari; ogni coppia di bande bianche è detta ambulacro. Esistono cinque di questi ambulacri; tale simmetria pentaradiale rivela una parentela con le stelle marine.

In zoologia, l'ambulacro (in latino ambulācrum) è un'area allungata del guscio di un echinoderma lungo la quale è disposta una fila di pedicelli tubolari. 
Si tratta di cinque coppie di piastre calcaree disposte sul dermascheletro; ciascuna di queste regioni pentaradiali ospita parti dell'idrocele ed è parte del sistema ambulacrale o acquifero. L'area sulla conchiglia tra gli ambulacri è nota come interambulacro.